# Tinea scutatricella
Tinea scutatricella is een vlinder uit de familie van de echte motten (Tineidae). De wetenschappelijke naam van de soort werd in 1877 gepubliceerd door Philipp Christoph Zeller. De soort komt voor in Colombia.